# Cristian Ritondo
Cristian Adrián Ritondo (Buenos Aires, 27 de julio de 1966) es un político del partido Propuesta Republicana (PRO). Es diputado nacional por la provincia de Buenos Aires y presidente del bloque del PRO en Diputados. Previamente fue ministro de Seguridad de la provincia de Buenos Aires de 2015 a 2019, con la gestión de María Eugenia Vidal; legislador de Buenos Aires de 2007 a 2015; vicepresidente primero de la Legislatura de 2011 a 2015; y diputado nacional por la ciudad de Buenos Aires de 2003 a 2007.
En diciembre de 2024 Ritondo se vio envuelto en un escandalo nacional al ser denunciado en la Justicia junto a su esposa (la abogada Romina Aldana Diago) por corrupción y lavado de dinero, debido a que una investigación periodística reveló los vínculos de la pareja del jefe de la bancada del PRO con sociedades en paraísos fiscales y en el Estado norteamericano de Florida, al igual que la adquisición de propiedades en Miami y el sur de Florida a nombre tanto de Ritondo como de su esposa. El caso fue descubierto por la Unidad de Investigación (UDI) de elDiarioAR y el Centro Latinoamericano de Investigación Periodística (CLIP). La investigación jurídica sobre el entramado de sociedades y propiedades en Florida quedó a cargo del juez federal Sebastián Ramos y el fiscal Eduardo Taiano.

## Biografía
Ritondo nació en 1966 el barrio porteño de Mataderos, ubicado en la Comuna 9 de la Ciudad Autónoma de Buenos Aires.
Comenzó su actividad política siendo nombrado director de Servicios Sociales de la Subsecretaría de la Juventud en la gestión de Carlos Grosso y más Tarde subsecretaría de la Juventud y, entre 1992 y 1993, de la Secretaría de Gobierno.
En 2014 fue nombrado vocal titular del Club Atlético Independiente siendo cercano a la barrabra y conexiones con punteros de la zona sur porteña y el PRO.
En el año 2013, la AFIP decidió investigar una serie de sociedades pertenecientes a él y su familia. Ese es el caso de Emprendimientos Rivadavia S.A., firma en la que comparte directorio con su madre Zulma Robles y que es investigada por tener a su nombre más de una decena de inmuebles en situación de irregularidad, como subvaluación fiscal. Dicha empresa no presentó sus últimas declaraciones juradas de ganancias, no posee sus ingresos bancarizados, si bien maneja ventas por un monto que ronda los 6,4 millones y una empleada, que casualmente trabaja como secretaria de Ritondo en la Legislatura. Otra empresa vinculada a su nombre es Maderera San Agustín S.A., a quien la AFIP le cancelo el CUIT, también por irregularidades
Desde 1994 hasta 1997, fue jefe de asesores de la Comisión de Seguimiento de Fuerzas de Seguridad e Inteligencia de la Cámara de Diputados de la Nación. Un año después, en 1998, asumió como director del Instituto Nacional de la Administración Pública, designado por Carlos Menem. Fue nombrado jefe de gabinete de la Secretaría de Seguridad Interior del Ministerio del Interior hasta 1999.
En enero de 2002, el presidente Eduardo Duhalde lo designó subsecretario del Interior de la Nación, En 2003 asumió como diputado nacional por la ciudad de Buenos Aires y finalizó su mandato en 2007. Ingresó por el PJ e integró el bloque Peronismo Federal. Fue vicepresidente de las comisiones de Seguridad Interior y de Población y Desarrollo Humano.
En 2007 se incorporó a Propuesta Republicana (PRO) de Mauricio Macri y fue elegido en la Legislatura de la Ciudad de Buenos Aires. En 2009 se convirtió en el presidente del bloque del PRO en la misma. Desde diciembre de 2011 hasta diciembre de 2015 fue vicepresidente primero de la Legislatura porteña.Siendo se vio envuelto en polémicas por su relación con barrabravas cuando dos barras rivales del club Nueva Chicago, se enfrentaron dentro del Hospital Santojanni causando un muerto, dichos barras mantenían conexiones con comisarios, con los principales punteros de la zona sur porteña y el PRO.
En 2015 fue precandidato en las internas del PRO a jefe de Gobierno de la Ciudad de Buenos Aires, pero decidió no participar y apoyar a Horacio Rodríguez Larreta.
Entre el 10 de diciembre de 2015 y el 9 de diciembre de 2019 formó parte del gabinete de María Eugenia Vidal en la provincia de Buenos Aires como Ministro de Seguridad.
El 10 de diciembre de 2019 asumió como diputado nacional por la provincia de Buenos Aires, tras haber encabezado la lista legislativa de Juntos por el Cambio en dicho distrito, con mandato hasta 2023. Fue elegido presidente del bloque del PRO. Es vocal en las comisiones Bicameral de Fiscalización de Organismos y Actividades de Inteligencia; Bicameral Permanente de Seguimiento y Control del Ministerio Público de la Nación, de Legislación del Trabajo, de Legislación Penal y de Seguridad Interior.Durante su gestión se constató que murieron en cárceles bonaerenses 113 había personas. La sobrepoblación tuvo una variación porcentual de 57% en sólo un año: de 198% a 310%; es decir, tres de cada cuatro personas duermen en el piso o se turnan para dormir. Durante el gobierno de María Eugenia Vidal  murieron en ese ámbito 65 personas: 24 en 2016, 23 en 2017 y 18 en 2018. En diciembre de 2018, tes años después, la población penitenciaria se había incrementado en 42 mil personas, la superpoblación en cárceles  se disparó al 113 por ciento, lo que implica que más de la mitad de las personas no tenía un espacio para dormir. Tras tres años de la gestión Ritondo de las 483 comisarías, 255 el 53% se encontraban inhabilitadas por una decisión administrativa, judicial o de ambas. Desde 2015  se denuncian entre 2.500 y 3.100 hechos de torturas en cárceles y problemas como aislamiento, falta de asistencia a la salud, malas condiciones, falta de alimentación, impedimentos de vinculación familiar, agresiones físicas, traslados gravosos, requisas vejatorias y otras. Hubo 119 fugas del programa “Casas por cárceles” y se escaparon 49 reclusos del régimen abierto y semiabierto.
Paralelo a su actividad política, entre 2014 y 2016 fue vocal titular del Club Atlético Independiente, en la primera presidencia de Hugo Moyano.
Cristian Ritondo, fue señalado como responsable político de la Masacre de San Miguel del Monte, la muerte de cuatro adolescentes ocurrida durante la madrugada del 21 de mayo de 2019, en la ciudad de Monte, Pcia. Buenos Aires, Argentina, resultante de la persecución y tiroteo realizados por la policía bonaerense sobre el vehículo de los jóvenes.En 2019 fue imputado ante Juzgado Federal en Criminal y Correccional Nº1 de Lomas de Zamora, junto gobernadora de la Provincia de Buenos Aires María Eugenia Vidal y Gustavo Ferrari por abandono de personas seguido de muerte y estrago, debido a su responsabilidad en la muerte de diez personas en la Masacre de Esteban Echeverría, la más grave de la historia de la policía bonaerense.
En el año 2013, la AFIP decidió investigar una serie de sociedades pertenecientes a él y su familia. Ese es el caso de Emprendimientos Rivadavia S.A., firma en la que comparte directorio con su madre Zulma Robles y que es investigada por tener a su nombre más de una decena de inmuebles en situación de irregularidad, como subvaluación fiscal. Dicha empresa no presentó sus últimas declaraciones juradas de ganancias, no posee sus ingresos bancarizados y si bien maneja ventas por un monto que ronda los 6,4 millones y una empleada, que casualmente trabaja como secretaria de Ritondo en la Legislatura. Otra empresa vinculada a su nombre figuraba Maderera San Agustín S.A., a quien la AFIP le cancelo el CUIT, también por irregularidades.

## CasoPandora Papers
Romina Aldana Diago (esposa de Ritondo) es abogada y cumplió funciones en el Estado porteño. Figura en documentos confidenciales y públicos que permitieron reconstruir un juego de compañías en Islas Vírgenes Británicas, Delaware y Florida que figuran, a su vez, como propietarias de departamentos en el estado de las palmeras. Ritondo aparece en uno de los documentos. 
Enriquecimiento Ilicito
La causa de Cristian Ritondo, el cual es investigado por desarrollos inmobiliarios por más de 55 millones de dólares en CABA y Pinamar, acaba de sumar nuevas pruebas documentales que estarían reforzando la hipótesis del Ministerio Público Fiscal.
https://www.iprofesional.com/politica/432763-enriquecimiento-ilicito-justicia-argentina-confirmo-cuentas-bancarias-de-cristian-ritondo